# Discographie d'INXS
Cet article présente la discographie du groupe de rock INXS.

## Albums

### Albums studio
| Year | Album                                                                                        | Peak chart positions | Peak chart positions | Peak chart positions | Peak chart positions | Peak chart positions | Peak chart positions | Peak chart positions | Peak chart positions | Peak chart positions | Peak chart positions | Certifications |
| Year | Album                                                                                        | AUS                  | CAN                  | FRA ,                | GER                  | NLD                  | NZ                   | SWE                  | SWI                  | UK                   | US                   | Certifications |
| ---- | -------------------------------------------------------------------------------------------- | -------------------- | -------------------- | -------------------- | -------------------- | -------------------- | -------------------- | -------------------- | -------------------- | -------------------- | -------------------- | --- |
| 1980 | INXS - Released: 13 October 1980 - Label: Atco - Format: CD, CS, LP                          | 27                   | —                    | —                    | —                    | —                    | —                    | —                    | —                    | —                    | 164                  | - AUS: Gold |
| 1981 | Underneath the Colours - Released: 19 October 1981 - Label: Atco - Format: CD, CS, LP        | 15                   | —                    | —                    | —                    | —                    | —                    | —                    | —                    | —                    | —                    | - AUS: Gold |
| 1982 | Shabooh Shoobah - Released: October 1982 - Label: Atco - Format: CD, CS, LP                  | 5                    | —                    | —                    | —                    | —                    | —                    | —                    | —                    | —                    | 46                   | - AUS: 2× Platinum - US: Gold |
| 1984 | The Swing - Released: May 1984 - Label: Atco - Format: CD, CS, LP                            | 1                    | 27                   | —                    | —                    | 37                   | 6                    | —                    | —                    | —                    | 52                   | - AUS: 5× Platinum, - NZ: Platinum - US: Platinum                                                                                             |
| 1985 | Listen Like Thieves - Released: 14 October 1985 - Label: Atlantic - Format: CD, CS, LP       | 1                    | 24                   | —                    | —                    | —                    | 4                    | —                    | 30                   | 48                   | 11                   | - AUS: 4× Platinum - NZ: Platinum - US: 2× Platinum                                                                                           |
| 1987 | Kick - Released: 19 October 1987 - Label: Atlantic - Format: CD, CS, LP                      | 2                    | 1                    | 3                    | 11                   | 4                    | 1                    | 21                   | 25                   | 9                    | 3                    | - AUS: 7× Platinum, - CAN: Diamond - FRA: Platinum - GER: Gold - NLD: Gold - NZ: Platinum - SWI: Platinum - UK: 3× Platinum - US: 6× Platinum |
| 1990 | X - Released: 25 September 1990 - Label: Atlantic - Format: CD, CS, LP                       | 1                    | 2                    | 7                    | 9                    | 9                    | 2                    | 10                   | 5                    | 2                    | 5                    | - AUS: 2× Platinum - CAN: 2× Platinum - FRA: Platinum - GER: Gold - NZ: Platinum - SWE: Gold - SWI: Platinum - UK: Platinum - US: 2× Platinum |
| 1992 | Welcome to Wherever You Are - Released: 4 August 1992 - Label: Atlantic - Format: CD, CS, LP | 2                    | 10                   | 31                   | 8                    | 35                   | 8                    | 1                    | 2                    | 1                    | 16                   | - AUS: Gold - CAN: Gold - SWE: Gold - SWI: Gold - UK: Gold - US: Platinum                                                                     |
| 1993 | Full Moon, Dirty Hearts - Released: 2 November 1993 - Label: Atlantic - Format: CD, CS, LP   | 4                    | 24                   | —                    | 27                   | 70                   | 36                   | 8                    | 9                    | 3                    | 53                   | - AUS: Gold - UK: Gold |
| 1997 | Elegantly Wasted - Released: 15 April 1997 - Label: Epic - Format: CD, CS, LP                | 14                   | 14                   | 30                   | 23                   | 31                   | 47                   | 28                   | 13                   | 16                   | 41                   | - CAN: Gold |
| 2005 | Switch - Released: 29 November 2005 - Label: Epic - Format: CD                               | 18                   | 2                    | —                    | —                    | —                    | 7                    | —                    | —                    | —                    | 17                   | - AUS: Platinum - CAN: Platinum - NZ: 2× Platinum                                                                                             |
| 2010 | Original Sin - Released: 16 November 2010 - Label: Petrol Electric - Format: Download, CD    | 49                   | —                    | —                    | 144                  | —                    | —                    | —                    | —                    | —                    | —                    | |

### Albums live
| Year | Album | Peak chart positions | Peak chart positions | Peak chart positions | Peak chart positions | Peak chart positions | Peak chart positions | Peak chart positions | Peak chart positions | Peak chart positions | Certifications                             |
| Year | Album | AUS                  | FRA ,                | GER                  | NLD                  | NZ                   | SWE                  | SWI                  | UK                   | US                   | Certifications                             |
| ---- | --- | -------------------- | -------------------- | -------------------- | -------------------- | -------------------- | -------------------- | -------------------- | -------------------- | -------------------- | ------------------------------------------ |
| 1991 | Live Baby Live - Released: 11 November 1991 - Label: Atlantic - Format: CD, CS, LP                                    | 3                    | 31                   | 18                   | 26                   | 31                   | 39                   | 15                   | 8                    | 72                   | - AUS: Platinum - SWI: Gold - US: Platinum |
| 2005 | Live at Barker Hangar - Released: 4 October 2005 - Label: The Island Def Jam Music Group - Format: Download           | —                    | —                    | —                    | —                    | —                    | —                    | —                    | —                    | —                    |                                            |
| 2014 | Live at Wembley Stadium 1991 - Released: 7 February 2014 - Label: UMA - Format: Download                              | 17                   | —                    | —                    | —                    | 40                   | —                    | —                    | —                    | —                    | - AUS: Platinum                            |
| 2019 | INXS: Live Baby Live Wembley Stadium - Released: 15 November 2019 - Label: UMC - Format: 2 CD, 3-disc vinyl, Download | -                    | —                    | —                    | —                    | -                    | —                    | —                    | —                    | —                    |                                            |

### Compilations
| Year | Album | Peak chart positions | Peak chart positions | Peak chart positions | Peak chart positions | Peak chart positions | Peak chart positions | Peak chart positions | Peak chart positions | Peak chart positions | Peak chart positions | Certifications |
| Year | Album | AUS                  | BEL                  | FRA ,                | GER                  | NLD                  | NZ                   | SWE                  | SWI                  | UK                   | US                   | Certifications |
| ---- | --- | -------------------- | -------------------- | -------------------- | -------------------- | -------------------- | -------------------- | -------------------- | -------------------- | -------------------- | -------------------- | --- |
| 1982 | INXSIVE: 1980–82 - Released: 1982 - Label: Deluxe Records - Format: LP, CD                                | 74                   | —                    | —                    | —                    | —                    | —                    | —                    | —                    | —                    | —                    | |
| 1994 | The Greatest Hits - Released: 31 October 1994 - Label: Mercury, Atlantic - Format: CD, CS, LP             | 2                    | 45                   | 11                   | 9                    | 25                   | 2                    | 16                   | 7                    | 3                    | 112                  | - AUS: 2× Platinum - BEL: Gold - FRA: 2× Gold - GER: Gold - NZ: Platinum - SWI: Gold - UK: Platinum - US: Platinum |
| 2001 | Shine Like It Does: The Anthology (1979–1997) - Released: 5 June 2001 - Label: Atlantic - Format: CD      | —                    | —                    | —                    | —                    | —                    | —                    | —                    | —                    | —                    | —                    | |
| 2002 | The Best of INXS - Released: 4 June 2002 - Label: Rhino - Format: CD                                      | —                    | —                    | —                    | —                    | —                    | —                    | —                    | —                    | —                    | 144                  | - US: Gold |
| 2002 | Stay Young 1979–1982 - Released: 11 October 2002 - Label: Raven - Format: CD                              | —                    | —                    | —                    | —                    | —                    | —                    | —                    | —                    | —                    | —                    | |
| 2002 | Definitive INXS - Released: 2002 - Label: Mercury - Format: CD                                            | —                    | 37                   | 21                   | —                    | —                    | 4                    | —                    | —                    | 15                   | —                    | - AUS: Platinum - NZ: Platinum - UK: Gold                                                                          |
| 2002 | The Years 1979–1997 - Released: 10 December 2002 - Label: Universal, Mercury - Format: CD                 | 8                    | —                    | —                    | —                    | —                    | —                    | —                    | —                    | —                    | —                    | - AUS: 2× Platinum                                                                                                 |
| 2004 | Original Sin: The Collection - Released: 21 September 2004 - Label: Mercury - Format: CD                  | —                    | —                    | —                    | —                    | —                    | —                    | —                    | —                    | —                    | —                    | |
| 2004 | INXS²: The Remixes - Released: 2004 - Label: Universal - Format: CD                                       | 91                   | —                    | —                    | —                    | —                    | —                    | —                    | —                    | —                    | —                    | |
| 2006 | Taste It: The Collection - Released: 2006 - Label: Mercury - Format: CD                                   | —                    | —                    | —                    | —                    | —                    | —                    | —                    | —                    | —                    | —                    | |
| 2010 | Platinum: Greatest Hits + Seriously Live - Released: 2010 - Label: Petrol Electric - Format: CD, download | 21                   | 61                   | —                    | —                    | —                    | —                    | —                    | —                    | —                    | —                    | |
| 2011 | The Very Best - Released: 21 October 2011 - Label: Universal - Format: CD, download                       | 1                    | —                    | —                    | —                    | —                    | 1                    | —                    | —                    | 69                   | —                    | - AUS:Diamond - NZ: Platinum - UK: Gold                                                                            |

## Singles
| Year | Single                                                                | Peak chart positions | Peak chart positions | Peak chart positions | Peak chart positions | Peak chart positions | Peak chart positions | Peak chart positions | Peak chart positions | Peak chart positions | Certifications               | Album                                             |
| Year | Single                                                                | AUS                  | CAN                  | GER                  | NLD                  | NZ                   | UK                   | US ,                 | US Main              | US Alt               | Certifications               | Album                                             |
| ---- | --------------------------------------------------------------------- | -------------------- | -------------------- | -------------------- | -------------------- | -------------------- | -------------------- | -------------------- | -------------------- | -------------------- | ---------------------------- | ------------------------------------------------- |
| 1980 | "Simple Simon"                                                        | —                    | —                    | —                    | —                    | —                    | —                    | —                    | —                    | —                    |                              | non-album single                                  |
| 1980 | "Just Keep Walking"                                                   | 38                   | —                    | —                    | —                    | —                    | —                    | —                    | —                    | —                    |                              | INXS                                              |
| 1981 | "The Loved One"                                                       | 18                   | —                    | —                    | —                    | —                    | —                    | —                    | —                    | —                    |                              | non-album single                                  |
| 1981 | "Stay Young"                                                          | 21                   | —                    | —                    | —                    | —                    | —                    | —                    | —                    | —                    |                              | Underneath the Colours                            |
| 1982 | "Night of Rebellion"                                                  | —                    | —                    | —                    | —                    | —                    | —                    | —                    | —                    | —                    |                              | Underneath the Colours                            |
| 1982 | "Underneath the Colours"                                              | —                    | —                    | —                    | —                    | —                    | —                    | —                    | —                    | —                    |                              | Underneath the Colours                            |
| 1982 | "The One Thing"                                                       | 14                   | 31                   | —                    | —                    | —                    | —                    | 30                   | 2                    | —                    |                              | Shabooh Shoobah                                   |
| 1982 | "Don't Change"                                                        | 14                   | —                    | —                    | —                    | —                    | —                    | 80                   | 17                   | —                    | - AUS: Gold                  | Shabooh Shoobah                                   |
| 1983 | "To Look at You"                                                      | 36                   | —                    | —                    | —                    | —                    | —                    | —                    | —                    | —                    |                              | Shabooh Shoobah                                   |
| 1983 | "Black and White"                                                     | 24                   | —                    | —                    | —                    | —                    | —                    | —                    | —                    | —                    |                              | Shabooh Shoobah                                   |
| 1984 | "Original Sin"                                                        | 1                    | 20                   | —                    | 31                   | 6                    | —                    | 58                   | 43                   | —                    |                              | The Swing                                         |
| 1984 | "I Send a Message"                                                    | 3                    | —                    | —                    | —                    | 18                   | —                    | 77                   | 41                   | —                    |                              | The Swing                                         |
| 1984 | "Burn for You"                                                        | 3                    | —                    | —                    | —                    | 29                   | —                    | —                    | —                    | —                    |                              | The Swing                                         |
| 1984 | "Dancing on the Jetty"                                                | 39                   | —                    | —                    | —                    | —                    | —                    | —                    | —                    | —                    |                              | The Swing                                         |
| 1985 | "What You Need"                                                       | 2                    | 21                   | —                    | —                    | 14                   | 51                   | 5                    | 3                    | —                    |                              | Listen Like Thieves                               |
| 1985 | "This Time"                                                           | 19                   | —                    | —                    | —                    | 40                   | 79                   | 81                   | 11                   | —                    |                              | Listen Like Thieves                               |
| 1986 | "Kiss the Dirt (Falling Down the Mountain)"                           | 15                   | —                    | —                    | —                    | 42                   | 54                   | —                    | 24                   | —                    |                              | Listen Like Thieves                               |
| 1986 | "Listen Like Thieves"                                                 | 28                   | —                    | —                    | —                    | —                    | 46                   | 54                   | 12                   | —                    |                              | Listen Like Thieves                               |
| 1987 | "Good Times" (Jimmy Barnes et INXS)                                   | 2                    | 74                   | —                    | —                    | 1                    | 18                   | 47                   | 3                    | —                    | - AUS: Gold                  | The Lost Boys: Original Motion Picture Soundtrack |
| 1987 | "Need You Tonight"                                                    | 3                    | 1                    | 16                   | 12                   | 3                    | 2                    | 1                    | 12                   | —                    | - AUS: Gold - UK: Gold       | Kick                                              |
| 1988 | "Devil Inside"                                                        | 6                    | 3                    | 33                   | 41                   | 2                    | 47                   | 2                    | 2                    | —                    |                              | Kick                                              |
| 1988 | "New Sensation"                                                       | 9                    | 1                    | 35                   | 14                   | 16                   | 25                   | 3                    | 8                    | —                    |                              | Kick                                              |
| 1988 | "Never Tear Us Apart"                                                 | 11 [*]               | 9                    | 66                   | 9                    | 21                   | 24                   | 7                    | 5                    | 28                   | - AUS: Platinum - UK: Silver | Kick                                              |
| 1988 | "Kick"                                                                | —                    | —                    | —                    | —                    | —                    | —                    | —                    | 33                   | —                    |                              | Kick                                              |
| 1989 | "Mystify"                                                             | —                    | 5                    | 46                   | 53                   | —                    | 14                   | —                    | 17                   | —                    |                              | Kick                                              |
| 1990 | "Suicide Blonde"                                                      | 2                    | 1                    | 23                   | 9                    | 1                    | 11                   | 9                    | 1                    | 1                    | - AUS: Gold - US: Gold       | X                                                 |
| 1990 | "Disappear"                                                           | 23                   | 1                    | 43                   | 15                   | 25                   | 21                   | 8                    | 6                    | 10                   |                              | X                                                 |
| 1991 | "Bitter Tears"                                                        | 36                   | 13                   | —                    | 34                   | 44                   | 30                   | 46                   | 4                    | 6                    |                              | X                                                 |
| 1991 | "By My Side"                                                          | 23                   | 54                   | 56                   | 35                   | —                    | 42                   | —                    | —                    | —                    |                              | X                                                 |
| 1991 | "The Stairs"                                                          | —                    | —                    | —                    | —                    | —                    | —                    | —                    | —                    | —                    |                              | X                                                 |
| 1991 | "Shining Star"                                                        | 21                   | 26                   | —                    | 40                   | —                    | 27                   | —                    | 14                   | 4                    |                              | Live Baby Live                                    |
| 1992 | "Heaven Sent"                                                         | 13                   | 13                   | 47                   | 32                   | —                    | 31                   | —                    | 4                    | 2                    |                              | Welcome to Wherever You Are                       |
| 1992 | "Baby Don't Cry"                                                      | 30                   | —                    | —                    | 46                   | 34                   | 20                   | —                    | —                    | —                    |                              | Welcome to Wherever You Are                       |
| 1992 | "Taste It"                                                            | 36                   | 39                   | —                    | —                    | 31                   | 21                   | 101                  | —                    | 5                    |                              | Welcome to Wherever You Are                       |
| 1992 | "Not Enough Time"                                                     | —                    | 7                    | —                    | —                    | —                    | —                    | 28                   | 13                   | 2                    |                              | Welcome to Wherever You Are                       |
| 1993 | "Beautiful Girl"                                                      | 34                   | 9                    | 54                   | —                    | 50                   | 23                   | 46                   | —                    | 10                   |                              | Welcome to Wherever You Are                       |
| 1993 | "The Gift"                                                            | 16                   | 25                   | —                    | —                    | 38                   | 11                   | —                    | —                    | 6                    |                              | Full Moon, Dirty Hearts                           |
| 1993 | "Please (You Got That ...)"                                           | 37                   | 90                   | —                    | —                    | 46                   | 50                   | —                    | —                    | —                    |                              | Full Moon, Dirty Hearts                           |
| 1993 | "Time"                                                                | 36                   | 88                   | —                    | —                    | —                    | —                    | —                    | —                    | 25                   |                              | Full Moon, Dirty Hearts                           |
| 1994 | "Freedom Deep"                                                        | 111                  | —                    | —                    | —                    | —                    | —                    | —                    | —                    | —                    |                              | Full Moon, Dirty Hearts                           |
| 1994 | "The Strangest Party (These Are the Times)"                           | 34                   | 77                   | —                    | —                    | —                    | 15                   | —                    | —                    | —                    |                              | The Greatest Hits                                 |
| 1995 | "Original Sin (Remix)"                                                | —                    | —                    | —                    | —                    | —                    | —                    | —                    | —                    | —                    |                              | The Greatest Hits                                 |
| 1997 | "Elegantly Wasted"                                                    | 48                   | 1                    | 72                   | 90                   | —                    | 20                   | —                    | 37                   | 13                   |                              | Elegantly Wasted                                  |
| 1997 | "Everything"                                                          | 159                  | —                    | —                    | —                    | —                    | 71                   | —                    | —                    | —                    |                              | Elegantly Wasted                                  |
| 1997 | "Don't Lose Your Head"                                                | 94                   | —                    | —                    | —                    | —                    | —                    | —                    | —                    | —                    |                              | Elegantly Wasted                                  |
| 1997 | "Searching"                                                           | —                    | —                    | —                    | —                    | —                    | —                    | —                    | —                    | —                    |                              | Elegantly Wasted                                  |
| 2001 | "Precious Heart" (Tall Paul vs. INXS)                                 | 27                   | 30                   | —                    | —                    | —                    | 14                   | —                    | —                    | —                    |                              | INXS²: The Remixes                                |
| 2001 | "I'm So Crazy" (Par-T-One vs. INXS)                                   | 45                   | —                    | —                    | —                    | —                    | 19                   | —                    | —                    | —                    |                              | INXS²: The Remixes                                |
| 2002 | "Tight"                                                               | 80                   | —                    | —                    | 93                   | —                    | —                    | —                    | —                    | —                    |                              | The Best of INXS / Definitive                     |
| 2003 | "One of My Kind" (Rogue Traders vs. INXS)                             | 10                   | —                    | —                    | —                    | —                    | —                    | —                    | —                    | —                    |                              | INXS²: The Remixes                                |
| 2003 | "I Get Up"                                                            | 72                   | —                    | —                    | —                    | —                    | —                    | —                    | —                    | —                    |                              | non-album single                                  |
| 2004 | "Bang the Drum"                                                       | —                    | —                    | —                    | —                    | —                    | —                    | —                    | —                    | —                    |                              | non-album single                                  |
| 2004 | "Mystify (Remix)" (Mellow Trax featuring INXS)                        | —                    | —                    | 74                   | —                    | —                    | —                    | —                    | —                    | —                    |                              | non-album single                                  |
| 2004 | "Dream on Black Girl (Original Sin)" (Kash vs. INXS)                  | —                    | —                    | —                    | —                    | —                    | —                    | —                    | —                    | —                    |                              | non-album single                                  |
| 2005 | "Pretty Vegas"                                                        | 9                    | 1                    | —                    | —                    | 7                    | —                    | 37                   | —                    | —                    | - CAN: Gold - US: Gold       | Switch                                            |
| 2006 | "Afterglow"                                                           | 24                   | 3                    | —                    | —                    | —                    | —                    | —                    | —                    | —                    |                              | Switch                                            |
| 2006 | "Devil's Party"                                                       | —                    | —                    | —                    | —                    | —                    | —                    | —                    | —                    | —                    |                              | Switch                                            |
| 2006 | "Perfect Strangers"                                                   | —                    | —                    | —                    | —                    | —                    | —                    | —                    | —                    | —                    |                              | Switch                                            |
| 2006 | "God's Top Ten"                                                       | —                    | 88                   | —                    | —                    | —                    | —                    | —                    | —                    | —                    |                              | Switch                                            |
| 2010 | "Never Tear Us Apart (2010)" (featuring Ben Harper and Mylène Farmer) | —                    | —                    | —                    | —                    | —                    | —                    | —                    | —                    | —                    |                              | Original Sin                                      |
| 2011 | "Don't Change (2011)"                                                 | —                    | —                    | —                    | —                    | —                    | —                    | —                    | —                    | —                    |                              | Original Sin                                      |
| 2011 | "Mediate" (featuring Tricky)                                          | —                    | —                    | —                    | —                    | —                    | —                    | [ 33 ]               | —                    | —                    |                              | Original Sin                                      |